# Naveljordstjärna
Naveljordstjärna (Geastrum elegans) är en svampart som beskrevs av Vittad. 1842. Naveljordstjärna ingår i släktet jordstjärnor och familjen jordstjärnor. Arten är reproducerande i Sverige. Inga underarter finns listade i Catalogue of Life.